# Forêt de Juigné
 (mai 2023).
La forêt de Juigné est une forêt privée située dans les départements de la Loire-Atlantique et de Maine-et-Loire.

## Localisation
Située à 6 km à l'est de Châteaubriant (Loire-Atlantique) et 3 km au sud de Pouancé (Maine-et-Loire), la forêt de Juigné s'étend sur les territoires de sept communes :
- quatre de Loire-Atlantique (Juigné-des-Moutiers, Saint-Julien-de-Vouvantes, Erbray, Soudan)
- trois du Maine-et-Loire (Saint-Michel-et-Chanveaux, La Prévière, Armaillé)[3].

## Géographie

### Voies de communication
Deux routes la traversent : 
- la RD 34 d'est en ouest, allant de la limite avec le Maine-et-Loire (à Juigné-des-Moutiers) à la limite avec l'Ille-et-Vilaine (à Sions-les-Mines) en passant par Châteaubriant[4] ;
- la RD 878, ancienne RN 178bis, du nord au sud, allant de Pouillé-les-Côteaux à Pouancé et se prolongeant jusqu'à Laval.

## Histoire

### Le mémorial des six résistants fusillés en 1944
Le monument de Bout de Forêt, qui se trouve à l'extrémité ouest de la forêt, sur la RD 34, est un mémorial en l'honneur de six résistants de la région qui ont été fusillés le 21 juillet 1944 par les nazis et les miliciens :
- Pierre Piétin, fusillé au lieu-dit les Mortiers à Saint-Julien-de-Vouvantes ;
- Georges Burban et Maurice Gratien, au lieu-dit la Chopinière à Soudan ;
- Pierre Avoué, Albert Gauthier et Pierre Marsollier à l'endroit où se trouve le mémorial[5],[6].

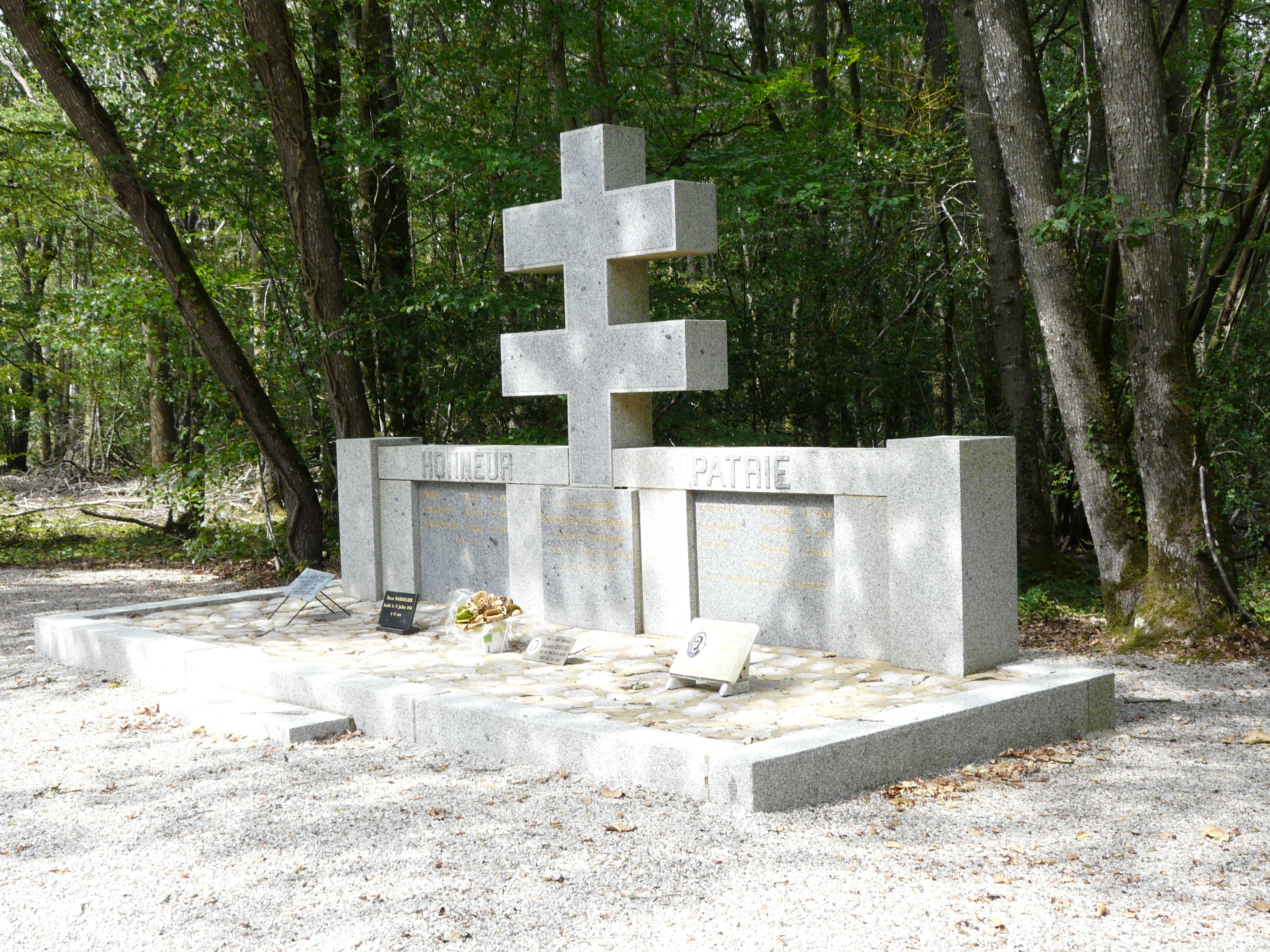
Monument de Bout de Forêt

Le mémorial comporte une croix de Lorraine, symbole de la France libre du général de Gaulle.